# 三明东站
三明东站位于福建省三明市三元区列西街道（原属梅列区），建于1964年。距鹰潭站354公里，距厦门站340公里。现为四等站。客运办理旅客乘降，不办理行李包裹托运，货运办理整车货物发到。